# Yushania niitakayamensis
Yushania niitakayamensis là một loài thực vật có hoa trong họ Hòa thảo. Loài này được (Hayata) Keng f. miêu tả khoa học đầu tiên năm 1957.